# Плана, Тони
Хосе Антонио Плана (англ. Jose Antonio Plana, родился 19 апреля 1952 года в Гаване, Куба), более известный как Тони Плана (англ. Tony Plana) — американский актёр кубинского происхождения. Лауреат премий «Спутник» и ALMA, номинант на Teen Choice Awards и премию Гильдии киноактёров.
С 1978 года сыграл более 200 ролей в кино и на телевидении, в том числе в фильмах «Офицер и джентльмен», «Сальвадор», «Три амиго», «Ромеро», «Гавана», «Новичок», «Хороший полицейский», «Звезда шерифа», «Первобытный страх», «Гол!», сериалах «Кегни и Лейси», «Ремингтон Стил», «Полиция Майами», «Джамп стрит, 21», «Звёздный путь: Глубокий космос 9», «Скорая помощь», «Западное крыло», «Клава, давай!», «24 часа», «Отчаянные домохозяйки», «Фостеры», «Мадам госсекретарь», «Колония», «Стартап», «Смертельное оружие», «Каратель», «Майянцы» и других.
Наибольшую известность актёру принесли роли Люка Рамиреса в недолговечном ситкоме «Полиция Бейкерсфилда» (1993—1994), Роберто Сантьяго в драматическом сериале «Бульвар Воскрешения» (2000—2002) и Игнасио Суареса в драмеди «Дурнушка Бетти» (2006—2010).